# Notiophygus maculicornis
Notiophygus maculicornis là một loài bọ cánh cứng trong họ Discolomatidae. Loài này được Gory miêu tả khoa học năm 1834.